# Liga dos Campeões da EHF de 1993–94
A Liga dos Campeões da EHF de 1993–94 foi a 34º edição da principal competições de clubes de handebol da Europa. E a primeira neste novo do formato de Liga dos Campeões.
Na final o CB Cantabria venceu por 45–43 o Académico BC Braga.

## Rodada Preliminar
| Equipe 1           | Total   | Equipe 2      | 1.º jogo | 2.º jogo |
| ------------------ | ------- | ------------- | -------- | -------- |
| Pelister Bitola    | 46 - 51 | Celje         | 22 – 23  | 24 – 28  |
| SKA Minsk          | 53 - 47 | Kehra Tallinn | 33 – 21  | 20 – 26  |
| Shevardeni Tbilisi | 32 - 42 | Tatran Prešov | 12 – 17  | 20 – 25  |

## Rodada 1
| Equipe 1                | Total   | Equipe 2             | 1.º jogo | 2.º jogo |
| ----------------------- | ------- | -------------------- | -------- | -------- |
| Jskra Ceresit Kielce    | 62 - 42 | Ionikos Athens       | 32 - 20  | 30 - 22  |
| SG Wallau-Massenheim    | 68 - 24 | CHEV Diekirch        | 34 - 10  | 34 - 14  |
| Redbergslids Gothenburg | 34 - 38 | Celje                | 23 - 21  | 11 - 17  |
| Ankara Spor             | 37 - 38 | Borba Lucerne        | 18 - 17  | 19 - 21  |
| Académico BC Braga      | 43 - 27 | Initia Hasselt       | 26 - 13  | 17 - 14  |
| Nova Saint Petersburg   | 45 - 52 | Hapoel Rishon LeZion | 25 - 29  | 20 - 23  |
| Strovolou Nicosia       | 35 - 70 | Veszprém SE          | 17 - 33  | 18 - 37  |
| Horn Sittardia          | 35 - 59 | TEKA Santander       | 15 - 32  | 20 - 27  |
| Tatra Kopřivnice        | 41 - 45 | Valur                | 23 - 23  | 18 - 22  |
| KIF Kolding             | 48 - 56 | Sandefjord TIF       | 25 - 25  | 23 - 31  |
| Drumso Dicken Espoo     | 50 - 32 | Vestmanna IF         | 28 - 16  | 22 - 17  |
| Badel 1862 Zagreb       | 48 - 41 | Granitas Kaunas      | 27 - 19  | 21 - 22  |
| SKA Minsk               | 55 - 45 | Belasitsa Petrich    | 32 - 16  | 23 - 29  |
| USAM Nîmes              | 40 - 31 | Tatran Prešov        | 22 - 16  | 18 - 15  |
| Principe Trieste        | 34 - 36 | UHK West Wien        | 21 - 17  | 13 - 18  |
| Medveščak Zagreb        | 53 - 45 | ZTR Zaporozhye       | 28 - 19  | 25 - 26  |

## Oitavas-de-finais
| Equipe 1             | Total       | Equipe 2             | 1.º jogo | 2.º jogo |
| -------------------- | ----------- | -------------------- | -------- | -------- |
| Jskra Ceresit Kielce | 48 - 66     | SG Wallau-Massenheim | 23 - 34  | 25 - 32  |
| Celje                | 51 - 30     | Borba Lucerne        | 27 - 11  | 24 - 19  |
| Académico BC Braga   | 58 - 51     | Hapoel Rishon LeZion | 28 - 22  | 30 - 31  |
| Veszprém SE          | 42 - 48     | TEKA Santander       | 26 - 23  | 16 - 25  |
| Valur                | 46 - 46 (a) | Sandefjord TIF       | 25 - 22  | 21 - 24  |
| Drumso Dicken Espoo  | 53 - 66     | Badel 1862 Zagreb    | 26 - 24  | 27 - 42  |
| SKA Minsk            | 37 - 57     | USAM Nîmes           | 15 - 31  | 22 - 26  |
| UHK West Wien        | 39 - 38     | Medveščak Zagreb     | 23 - 20  | 16 - 18  |

## Fase de grupos

### Grupo A
| Pos | Equipe             | Pts | J | V | E | D | GP  | GC  | SG  | Classificado |
| --- | ------------------ | --- | - | - | - | - | --- | --- | --- | ------------ |
| 1   | Académico BC Braga | 8   | 6 | 3 | 2 | 1 | 139 | 135 | +4  | Final        |
| 2   | USAM Nîmes         | 7   | 6 | 2 | 3 | 1 | 142 | 135 | +7  |              |
| 3   | Sandefjord TIF     | 7   | 6 | 3 | 1 | 2 | 146 | 145 | +1  |              |
| 4   | Badel 1862 Zagreb  | 2   | 6 | 0 | 2 | 4 | 135 | 147 | −12 |              |

| 1ª Jornada        |       |                   |
| USAM Nîmes        | 25–22 | Badel 1862 Zagreb |
| Sandefjord TIF    | 28–18 | Académico Braga   |
| 2ª Jornada        |       |                   |
| Badel 1862 Zagreb | 29–29 | Sandefjord TIF    |
| Académico Braga   | 26–26 | USAM Nîmes        |
| 3ª Jornada        |       |                   |
| USAM Nîmes        | 26–20 | Sandefjord TIF    |
| Académico Braga   | 24–19 | Badel 1862 Zagreb |
| 4ª Jornada        |       |                   |
| USAM Nîmes        | 22–22 | Académico Braga   |
| Sandefjord TIF    | 25–24 | Badel 1862 Zagreb |
| 5ª Jornada        |       |                   |
| Académico Braga   | 28–22 | Sandefjord TIF    |
| Badel 1862 Zagreb | 23–23 | USAM Nîmes        |
| 6ª Jornada        |       |                   |
| Badel 1862 Zagreb | 18–21 | Académico Braga   |
| Sandefjord TIF    | 22–20 | USAM Nîmes        |

### Grupo B
| Pos | Equipe               | Pts | J | V | E | D | GP  | GC  | SG | Classificado |
| --- | -------------------- | --- | - | - | - | - | --- | --- | -- | ------------ |
| 1   | TEKA Santander       | 8   | 6 | 4 | 0 | 2 | 136 | 136 | 0  | Final        |
| 2   | UHK West Wien        | 6   | 6 | 3 | 0 | 3 | 116 | 121 | −5 |              |
| 3   | SG Wallau-Massenheim | 6   | 6 | 3 | 0 | 3 | 128 | 127 | +1 |              |
| 4   | Celje                | 4   | 6 | 2 | 0 | 4 | 120 | 116 | +4 |              |

| 1ª Jornada       |       |                  |
| Celje            | 19–21 | TEKA Santander   |
| UHK West Wien    | 20–19 | SG W-Massenheim  |
| 2ª Jornada       |       |                  |
| TEKA Santander   | 21–17 | UHK West Wien    |
| SG W. Massenheim | 23–18 | Celje            |
| 3ª Jornada       |       |                  |
| SG W. Massenheim | 30–23 | TEKA Santander   |
| Celje            | 24–18 | UHK West Wien    |
| 4ª Jornada       |       |                  |
| UHK West Wien    | 28–23 | TEKA Santander   |
| Celje            | 23–16 | SG W. Massenheim |
| 5ª Jornada       |       |                  |
| SG W. Massenheim | 17–15 | UHK West Wien    |
| TEKA Santander   | 20–19 | Celje            |
| 6ª Jornada       |       |                  |
| UHK West Wien    | 18–17 | Celje            |
| TEKA Santander   | 28–23 | SG W. Massenheim |

## Final
| Equipe 1           | Total   | Equipe 2       | 1.º jogo | 2.º jogo |
| ------------------ | ------- | -------------- | -------- | -------- |
| Académico BC Braga | 43 - 45 | TEKA Santander | 22 - 22  | 21 - 23  |